# Margareth Menezes
Margareth Menezes da Purificação Costa (Salvador, 13 de outubro de 1962) é uma cantora, compositora, atriz e política brasileira. Em 2023, tornou-se ministra da Cultura do Brasil no governo Lula. É ganhadora de dois troféus Caymmi, dois troféus Imprensa, quatro troféus Dodô e Osmar, além de ter sido indicada para o GRAMMY Awards e GRAMMY Latino. Contabiliza 21 turnês mundiais, e foi considerada pelo jornal Los Angeles Times, como a "Aretha Franklin brasileira".
Ainda pequena, Margareth começou a cantar no coral da igreja local e, após conhecer Silas Henrique, inicia sua carreira artística, inicialmente como atriz, ganhando em 1985 o prêmio de "melhor intérprete", em "Banho de Luz". Posteriormente, a cantora começou a se apresentar em bares de Salvador, e chegou a ser ovacionada por um público de 1 500 pessoas em uma apresentação com a Orquestra do maestro Vivaldo da Conceição.
Em 1987, gravou o seu primeiro single, lançado como LP, ao lado de Djalma de Oliveira, "Faraó (Divindade do Egito)", vendendo mais de 100 000 cópias. Após isso, Menezes deu início a sua carreira bem-sucedida, lançando 14 álbuns, sendo que dois desses, Ellegibô e Kindala, alcançaram o topo da Billboard World Albums, enquanto Pra Você e Brasileira Ao Vivo: Uma Homenagem Ao Samba-Reggae, receberam indicações ao Grammy Latino e Grammy Awards, respectivamente. Lançou Naturalmente Acústico em 2010.
Ela ainda lidera o movimento "Afropop Brasileiro", que visa preservar e promover a cultura afro-brasileira, e criou a "Fábrica Cultural", uma organização não-governamental que ajuda crianças e adolescentes carentes. Todos os anos, a cantora leva seu trio elétrico, um dos mais tradicionais, às ruas de Salvador.

## Biografia
Menezes nasceu em Boa Viagem, região de Salvador. Filha de Dona Diva, uma costureira e doceira, que veio da Ilha de Maré, e Adelício Soares da Purificação, motorista, falecido em março de 2009, é a mais velha de cinco irmãos. Em 1977, aos quinze anos, ganhou uma guitarra e começou a cantar no coral da Igreja da Congregação Mariana da Boa Viagem, em Salvador.
Morava na península Itapagipana e, desde pequena, foi cercada pelo conjunto histórico da cidade de Salvador, como Igreja de Nosso Senhor do Bonfim, e recebeu forte influência artística da própria família, pois, a mãe gostava muito de samba de roda e, os eventos na Ilha da Maré eram realizados na casa da avó da cantora, que desempenhava um papel de "produtora cultural".

## Carreira

### 1980–86: Teatro
Em 1980, a cantora conheceu o músico e compositor Silas Henrique, com quem iniciou sua carreira de atriz, apresentando-se com a peça "Ser ou Não Ser Gente", no Teatro Vila Velha, em Salvador. No ano seguinte, estreou a peça "Máscaras", de Menotti Del Picchia, sob a direção de Reinaldo Nunes. Posteriormente, atuou na peça de Nikolai Gogol, "Inspetor Geral", que contou com a direção de Paulo Conde e a participação do grupo teatral "Troca de Segredos em Geral" e que ficou um ano em cartaz. Três anos depois, o grupo teatral, ainda com a participação de Menezes, montou um circo de lona na Praia de Ondina, espaço cultural que ficou conhecido como circo "Troca de Segredos". O local abrigou apresentações de peças teatrais para adultos e infantis, além de receber apresentações de grupos musicais dos mais diversos gêneros. Paralelamente à sua carreira de atriz, Margareth Menezes começou a se apresentar em bares de Salvador, sem pretensões de se tornar uma grande cantora. Ao lado da orquestra do maestro Vivaldo da Conceição, apresentou-se para um público de 1 500 pessoas, sendo ovacionada pela primeira vez. É então que passa a se apresentar, ao lado de Silas Henrique, nos "Centros Sociais Urbanos", espaço onde as comunidades participam de ações socioeducativas e projetos de fortalecimento da cidadania e desenvolvimento social.
Margareth Menezes participou da produção da peça "O Menino Maluquinho", de Ziraldo, como responsável pela operação de som e pela técnica vocal. Isso deu à baiana mais intimidade com a música, fazendo com que ela recebesse o convite para se apresentar em São Paulo com a peça "Colagens e Bobagens", em 1985. "Banho de Luz" foi o primeiro espetáculo solo de Margareth Menezes, que também participou da produção e direção, ao lado de Silas Henrique; a façanha rendeu um Troféu Caymmi de "melhor intérprete" para a artista. Em 1987, "Beijo de Flor" recebeu um Troféu Caymmi de "melhor show do ano".
Por volta de 1986, Margareth Menezes dá enfim início à sua carreira musical, interpolando a música e o teatro. Depois de um pequena turnê pelo interior da Bahia, a atriz passa a se apresentar no Teatro Castro Alves, através do "Projeto Pixinguinha". Além de participar de bloco carnavalesco e inúmeros projetos musicais. No ano seguinte, a intérprete participou como vocalista do bloco "20 Vê", que se apresentava no "Projeto Astral", em Salvador, para cerca de cinco mil pessoas, ao lado de Geraldo Azevedo, Gerônimo, e outros. Menezes recebe, a partir dai, o convite para se apresentar no "VIII Festival de Música do Caribe", realizado em Cartagena, na Colômbia, ao lado de Pepeu Gomes, representando o Brasil. Os dois foram eleitos os melhores do festival. De volta ao Brasil, recebe o convite do cantor Djalma Oliveira, em 1987, para fazer uma participação em seu single, lançado como LP, onde interpretaram o primeiro samba-reggae gravado no Brasil, "Faraó (Divindade do Egito)", música de Luciano Gomes, que vendeu mais de cem mil cópias.

### 1987–91: Primeiros álbuns e sucesso internacional

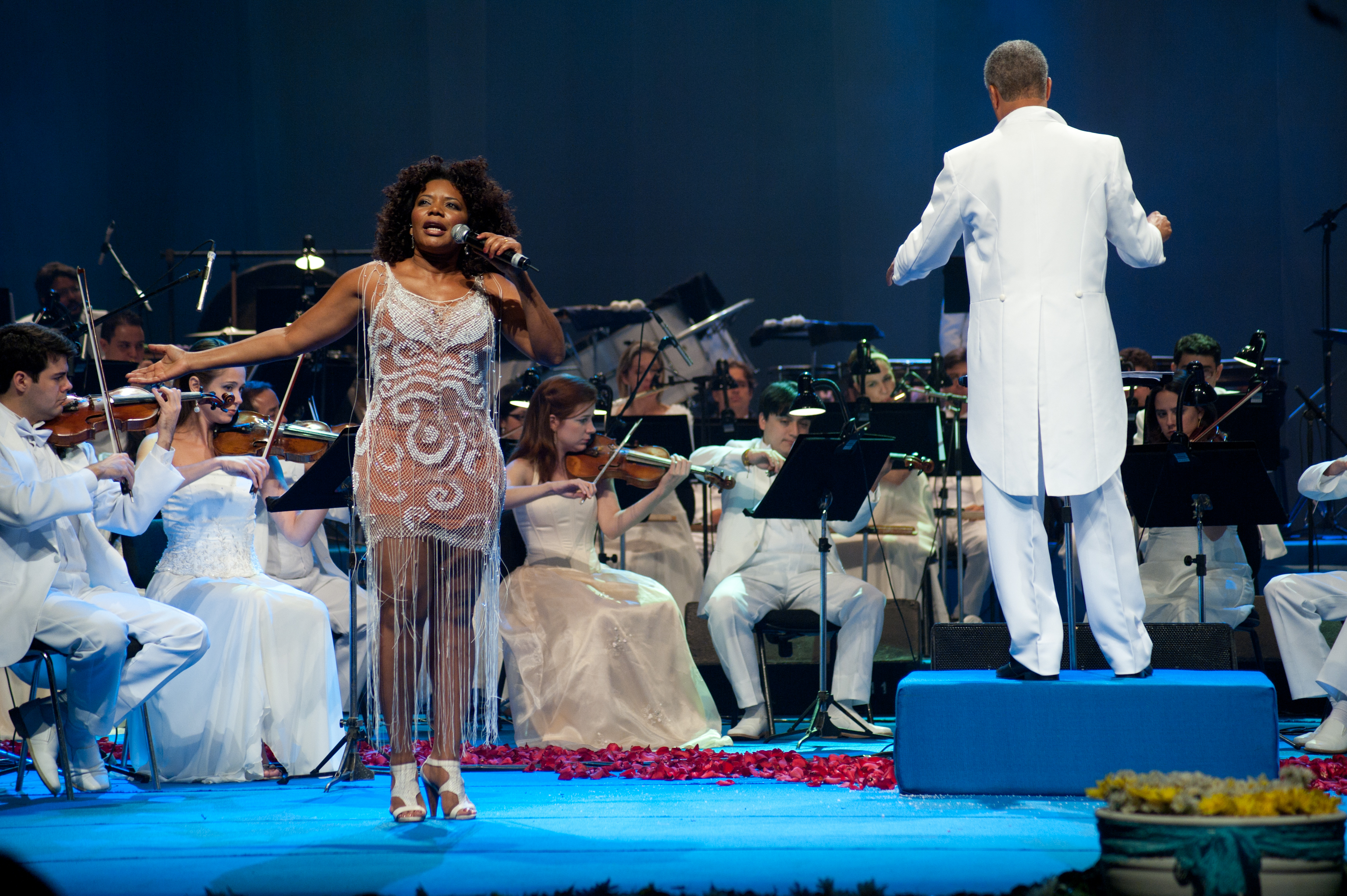
Margareth Menezes apresentando-se na comemoração de 22 anos da Fundação Cultural Palmares.

Após o lançamento de seu primeiro single, Margareth Menezes assinou um contrato com a gravadora PolyGram do Brasil, que lança seu primeiro álbum autointitulado, em novembro de 1988. O álbum rendeu dois troféus Imprensa de "melhor disco" e "melhor cantora", contando com uma turnê que percorreu o Brasil e a Argentina, onde Margareth já havia se apresentado anteriormente. A canção "Elegibô (Uma História de Ifá)", de Rey Zulu e Ythamar Tropicália, tornou-se uma das principais canções do álbum e, da carreira da cantora. Posteriormente, Menezes lançou um álbum Elegibô. Em 1989, deu início ao desenvolvimento de seu segundo álbum, Um Canto Pra Subir. Enquanto isso, a baiana apresentava-se ao lado de Gilberto Gil e Dominguinhos, em uma série de espetáculos com projeto "Basf Chrome Music", dirigido por Milton Nascimento e por Gil. Por volta de 1990, Menezes assinou um contrato com a gravadora Mango/Island Records nos Estados Unidos, com o objetivo de lançar um álbum naquele país, no Canadá e no México, onde já havia se apresentado com certa regularidade, sendo convidada por David Byrne, líder do grupo Talking Heads, para fazer o espetáculo de abertura de sua turnê mundial, além de fazer participações especiais. No Brasil, a cantora lançou Um Canto pra Subir, que contou com a produção e arranjos de Ramiro Musotto e Pedro Giorlandini. A canção "Ifá (Um Canto Pra Subir)" foi destaque do álbum, e que originou o nome do trabalho.
Menezes já se apresentou ao lado de grandes cantores brasileiros e internacionais como Marisa Monte, Carlinhos Brown, Jimmy Cliff e outros. A convite do diretor cinematográfico estadunidense Zalman King, a cantora participou da trilha sonora do filme Orquídea Selvagem, estrelado por Mickey Rourke e Jacqueline Bisset. Em seguida, no Brasil, gravou o videoclipe de "Ifá (Um Canto Pra Subir)", para o programa "Fantástico" da Rede Globo, voltando posteriormente à sua turnê pela América do Sul, América do Norte, sul dos Estados Unidos, Finlândia e Rússia (na época União Soviética), ao lado de David Byrne.
Devido à sua bem-sucedida carreira na América do Norte, a gravadora inglesa Polydor Records contratou Menezes, visando o lançamento de um álbum em toda a Europa. Elegibô reuniu as principais canções do primeiro e segundo álbum da cantora, tais como "Elegibo (Uma História de Ifá)", "Tenda do Amor (Magia)" e "Ifá (Um Canto Pra Subir)". O álbum, que também foi lançado pela Mango, nos Estados Unidos e no Japão, recebeu destaque da mídia internacional. O site AllMusic publicou uma crítica de John Storm Roberts, afirmando que Menezes recebeu forte influência de "sua veia afro-americana", ressaltando o seu "ecletismo" e que a cantora "faz isso melhor do que muitos". O álbum ainda originou um videoclipe da canção "Tenda de Amor", lançada exclusivamente na Inglaterra. Em 8 de setembro de 1990 Ellegibô chegou ao topo da Billboard World Albums nos Estados Unidos, permanecendo durante onze semanas,[carece de fontes?] superando álbuns como Puzzle of Hearts, de Djavan e o álbum de estreia do Barefoot, por exemplo. Além disso, a revista Rolling Stone, elegeu o álbum como um dos cinco melhores da "world music", em todo o mundo. Ele foi a base para Margareth Menezes iniciar sua primeira turnê internacional, apresentando-se inicialmente em Nova Iorque, onde foi ovacionada pelo público e crítica, e repetindo o sucesso em outros países visitados, como França, Itália, Canadá e Bélgica. O álbum vendeu mais de 10 mil cópias, apenas nos Estados Unidos.[carece de fontes?]
Kindala, que em iorubá quer dizer "lábios grandes", foi lançado como terceiro álbum em 1991 e, assim como seu antecessor, Elegibô, atingiu o topo da Billboard World Albums, ocupando o segundo lugar da parada em 8 de fevereiro de 1992 e ultrapassando as dez mil cópias na França.[carece de fontes?] O sucesso comercial dos dois álbuns deram à Margareth vários convites, entre eles o da rádio italiana "Della Svizzera", que convidou a cantora para se apresentar no programa "Tambola", na Suíça (o programa era transmitido ao vivo em ambos países).[carece de fontes?] A convite do presidente da PolyGram em Portugal, a cantora inicia um processo de divulgação do álbum, através das rádios, revistas e programas televisivos de Lisboa. Depois de ser capa da revista The Beat, ao lado de Milton Nascimento e Gilberto Gil, retorna ao Brasil e inicia a turnê de Kindala em São Paulo, com um grande espetáculo no Palace, dirigido pela própria cantora e por Elba Ramalho. A turnê passou pelos Estados Unidos, Europa e Japão, retornando ao Brasil no mesmo ano. Kindala ainda rendeu à Margareth Menezes, indicação ao Grammy de "melhor álbum de música do mundo".

### 1993–00:Luz Dourada,Gente de Festae outros projetos

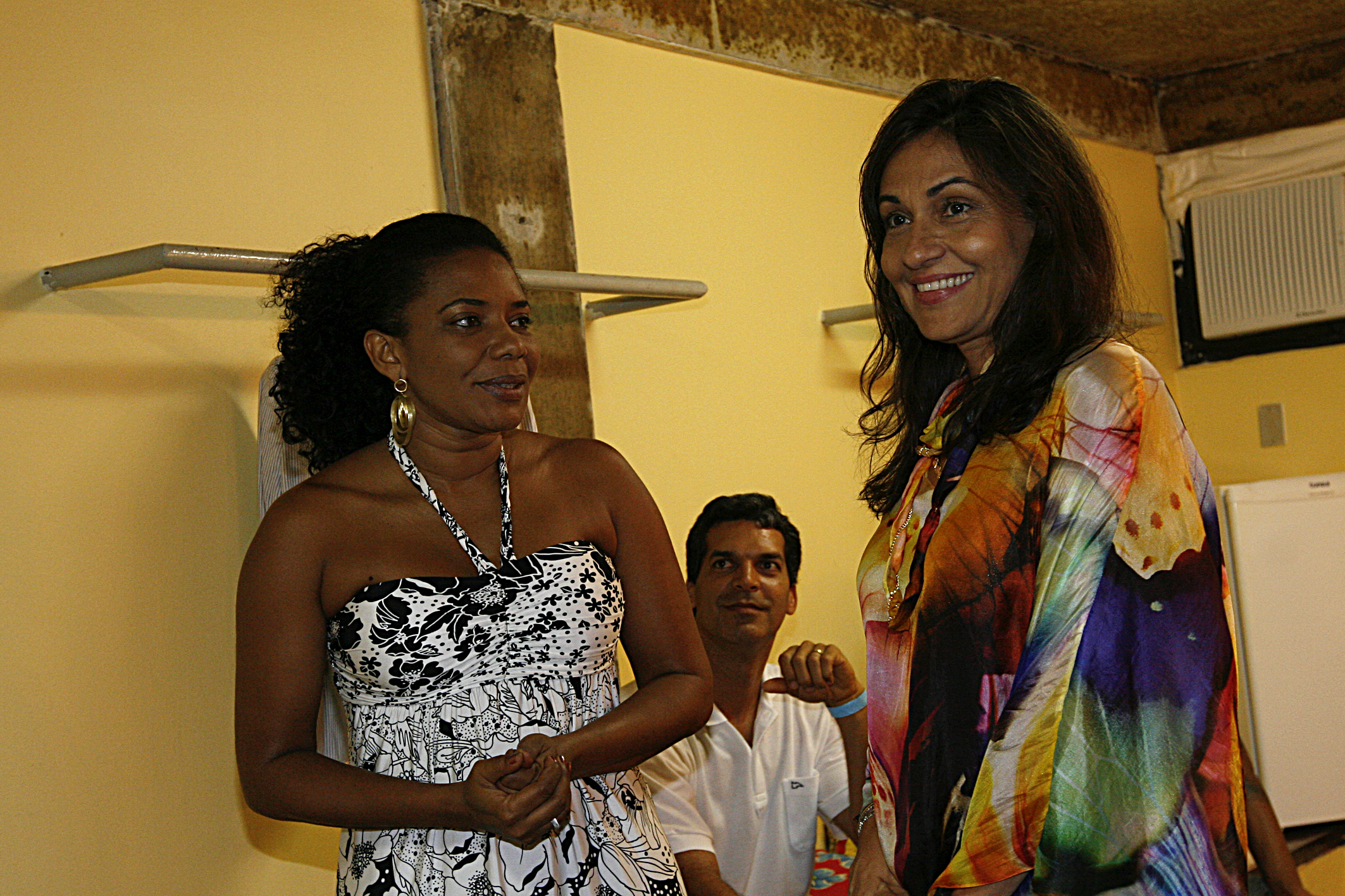
Margareth (esquerda) durante o Show de Cidadania, em 2000

Depois de percorrer o mundo em turnês, solo ou ao lado de David Byrne, Menezes "estacionou-se" no Brasil para dar início a produção de mais um álbum. Luz Dourada, chegou às lojas do Brasil em 1993, através da PolyGram, e levou a cantora para Inglaterra, Itália e Argentina, com uma turnê diferente das demais, agora, Menezes apresentava um espetáculo mais acústico, contando apenas com um violão e uma percussão. Com o fim do contrato com a gravadora, a baiana continuou a realizar espetáculos pelo país, além de apresentar-se no tradicional Carnaval na Bahia, em seu próprio trio elétrico. O álbum Luz Dourada, vendeu mais de 2000 cópias em apenas dois meses de lançamento na Suíça.[carece de fontes?] Rapidamente, foi contrata pela Continental e, lança o álbum Gente de Festa, que conta com a participação de Maria Bethânia e Caetano Veloso. Através de sua produtora, "MM Produções Artísticas", a cantora realiza mais uma turnê internacional que a levou para a Europa, mas, a fez regressar ao Brasil devido ao carnaval. O trio elétrico de Menezes fora projetado por Bel Barbosa artista plástico baiano, exclusivamente para a apresentação.
Em 1996, após o fim de seu contrato com a Continental, Margareth decidiu não buscar outra gravadora naquele momento, nem gravar novas canções, decidindo dedicar seu tempo à desenvolver os projetos especiais que tinha em mente nos quatro anos seguintes. Todos os anos, a baiana foi destaque no carnaval de Salvador, tendo comandado, além de seu próprio trio, inúmeros outros blocos, como o "Bloco da Cidade", idealizado pela prefeitura de Salvador em homenagem ao artista Jorge Amado, que ao lado de Gilberto Gil e Caetano Veloso, marcaram grande momento do Carnaval de 1996. Menezes apresentou-se no "Bahia com H", recebendo vários artistas nacionais e internacionais, como, Jimmy Page e Ron Wood, que vieram ao Brasil prestigiar a cantora. Em 1997, Margareth participou do "Ópera Lídia de Oxum", evento ao ar livre dirigido pelo autor, poeta e letrista Ildásio Tavares, que contou com a presença de 20 mil pessoas. Ao lado de Caetano Veloso, Gilberto Gil, Tom Zé, Gal Costa, Daniela Mercury, Ara ketu, entre outros intérpretes e bandas, lança a coletânea Tropicália: 30 anos, onde gravou "Domingo no Parque", de Gil.[carece de fontes?] No ano seguinte, ela produz a "Noite MPB", uma série de apresentações de artistas brasileiros e, no mesmo ano, inicia mais uma turnê internacional passando por doze países. A convite de Gil, Menezes participa do "Festival Percurssivo Perc Pan", em 2000, onde canta, pela primeira vez, ao lado de Daniela Mercury e Ivete Sangalo.

### 2001–04:Afropopbrasileiroe consolidação

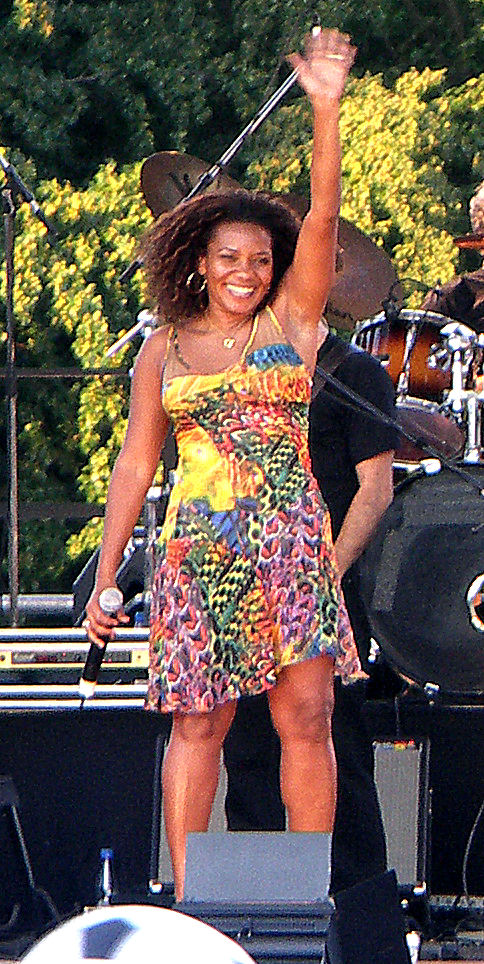
Margareth se apresenta na Alemanha em 2006

Em 2001, decidira à gravar um novo álbum novamente, Margareth fundou seu próprio selo, o Estrela do Mar Records, fechando uma parceria de divulgação com a Universal Music.[carece de fontes?] Em 14 de dezembro, sob a produção de Carlinhos Brown e Alê Siqueira, é lançado o álbum Afropopbrasileiro, que conta com onze faixas, entre elas uma das principais canções da carreira de Margareth Menezes, "Dandalunda", que fora composta por Brown e considerada a melhor música do carnaval de 2002, rendeu à cantora um Troféu Dodô e Osmar, em 2003, de "melhor música" e de "melhor cantora do carnaval baiano do ano". O projeto ainda contou com a participação de Lenine e composições de Zeca Baleiro, Paulo César Pinheiro e da própria Margareth. Ainda em 2001, a cantora participa do álbum dos Tribalistas, interpretando a canção "Passe em Casa", de sua autoria em parceria com Marisa Monte, Carlinhos Brown e Arnaldo Antunes. A coletânea Do Lundo ao Axé: 100 Anos de Música Baiana, contou com a participação de Menezes e de diversos nomes da música baiana, como Gilberto Gil, Edil Pacheco, Paulinho Boca de Cantor e Carlinhos Brown, por exemplo. Ao lado do bloco-afro Ilê Aiyê, participou do encerramento da "VI Festival do Mercado Cultural da Bahia", apresentando "Missa do Rosário dos Pretos". Participou do documentário sobre o samba, "Moro no Brasil", dirigido pelo cineasta finlandês, Mika Kaurismaki. No início de 2002, Margareth viajou ao Timor-Leste para se apresentar em um festival nacional em comemoração à independência do país. De volta ao Brasil, foi jurada do "Prêmio Sharp", e iniciou a idealização de seu novo álbum, que seria lançado pela "Estrela do Mar".
No ano seguinte, organizou o "Margareth Menezes Convida", um espetáculo no clube carioca Canecão, onde recebeu as cantoras Alcione, Elba Ramalho, Ivete Sangalo e Sandra de Sá. Além disso, Menezes foi convidada para cantar ao lado de Gilberto Gil, Alcione e Toni Garrido, no Centro Cultural da Rocinha, para o lançamento do espaço.[carece de fontes?] No exterior, ocorreu o lançamento de uma caixa com cinco álbuns, We Are Bahia: We Are the World of Carnaval, contendo vinte anos de axé. Margareth participou do projeto, com "Elegibô". Tete a Tete Margareth, foi lançado, sendo o primeiro álbum ao vivo da cantora, e entre os convidados estavam Carlinhos Brown e a banda Cidade Negra. O DVD foi gravado na Concha Acústica do Teatro Castro Alves, em Salvador e, reuniu mais de onze mil pessoas. O jornal Los Angeles Times, publicou uma crítica do álbum, dizendo que o evento era uma "noite brasileira em Hollywood Bowl". Mas, foi após o lançamento do Ao Vivo no Festival de Verão de Salvador, em 2004, que contou com a participação da bateria da Mangueira e de Alcione, que Margareth foi consagrada a "Aretha Franklin brasileira", pelo jornal. O álbum ainda recebeu ótimas críticas dos jornais norte-americanos The New York Times e Washington Post, e do periódico francês Le Monde. O DVD vendeu mais de cinquenta mil cópias e, recebeu disco de ouro no Brasil.

### 2005–11:Pra VocêeNaturalmente

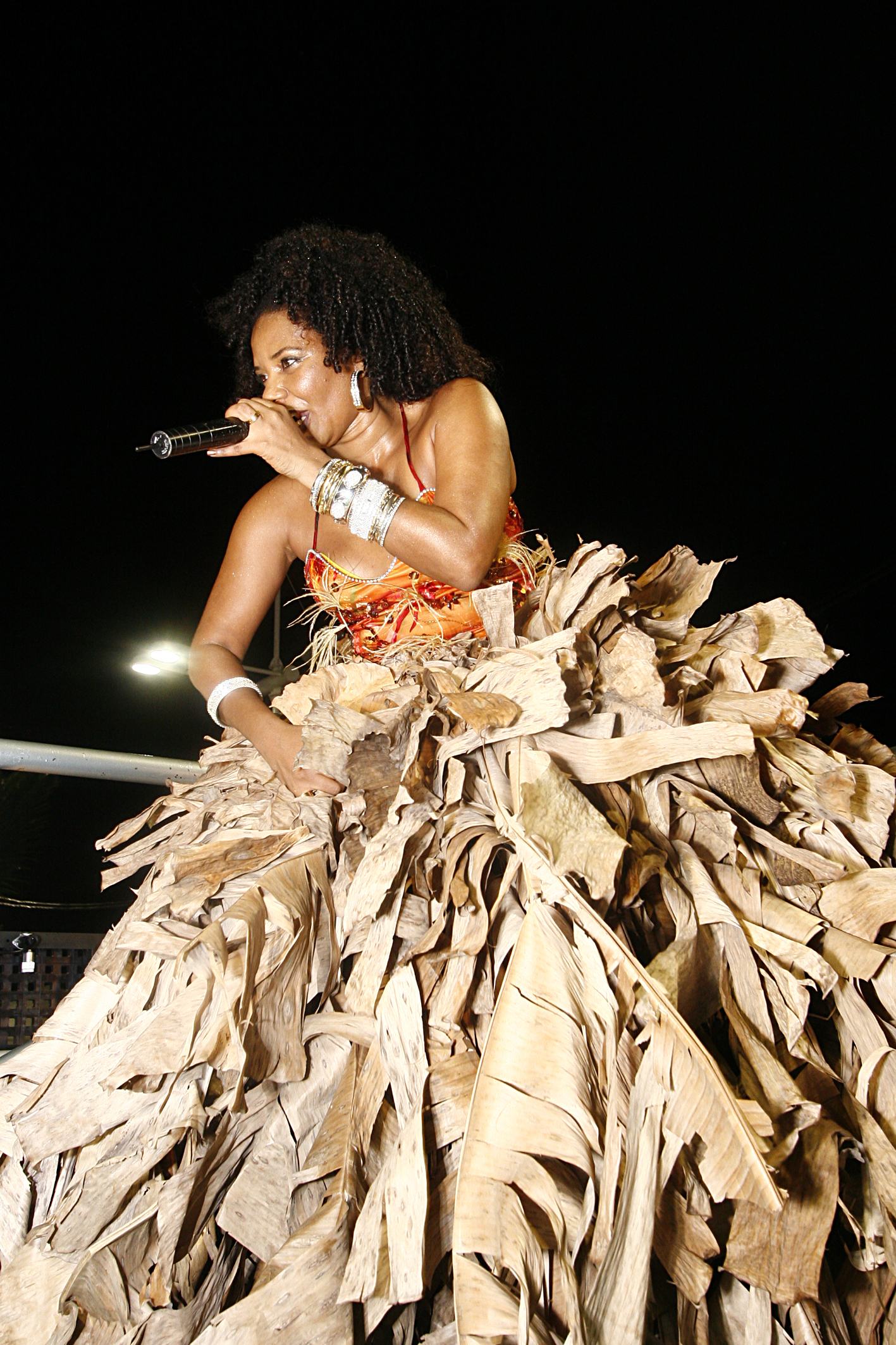
Margareth durante o Carnaval 2010, na Barra.

Consagrada como deusa do "afro-pop",[carece de fontes?] Menezes lança Pra Você, gerando um estranhamento, pois, o álbum não trazia o ritmo frenético do gênero que a consagrou, mas, revela um lado pop da cantora. O projeto contou com a participação de Ivete Sangalo e Cláudio Zoli e a produção de Moogie Canazio, que já trabalhara com Maria Bethânia e Caetano Veloso. Em 2005, participa do "Ano do Brasil na França" e da "Copa da Cultura", em Berlim. Em agosto de 2006, Menezes volta ao Teatro Castro Alves, para homenagear o samba-reggae e gravar o DVD Brasileira ao Vivo: Uma Homenagem ao Samba-Reggae. Nesse, ela faz releituras dos sucessos de sua carreira, contando com a participação de Carlinhos Brown, Mateus Aleluia e Saul Barbosa. O álbum foi indicado duas vezes ao Grammy. Naturalmente, foi lançado em 2008 e, segundo a própria cantora, "levou a um mergulho interno, a resgatar as origens". Margareth Menezes realizou algumas apresentações antes do lançamento do álbum, todas as quintas-feiras, no espaço carioca "Mistura Fina". O novo projeto, que contém canções de Nando Reis, Arnaldo Antunes e Marisa Monte, por exemplo, contou com a produção de Marco Mazzola e, com a participação de Gilberto Gil e Luís Represas.
Já em 2010, ela lança um projeto acústico que resultou em um CD, DVD e blu-ray. Intitulado Naturalmente Acústico, o projeto contou com a produção e co-produção da "Estrela do Mar" e do Canal Brasil, respectivamente. Em partes filmado no estúdio "Ilha dos Sapos", de Carlinhos Brown, e em locais imporantes de Salvador para a cantora, como a Pria da Ribeira, onde nasceu, e a Feira de São Joaquim, teve a direção de Wiland Pinsdorf, que priorizou a apresentação vocal de Margareth, e, como o álbum anterior, foi lançado pela MZA Music, gravadora de Marco Mazzola, que também produziu o projeto. O DVD ainda conta com depoimentos de familiares e amigos de cantora. O Canal Brasil trasmitiu o DVD em 30 de abril de 2010, mas, o acústico só seria lançado em outubro de 2010, tendo como primeiro single "Amor Ainda", com a participação de Carlinhos Brown.

### 2011–presente: Álbuns ao vivo eAutêntica
Em 4 de dezembro de 2010 o jornalista Marrom, do Correio da Bahia, publicou uma nota informando que Menezes estava se preparando para gravar um novo DVD em 2011, que seria lançado pelo selo de Ivete Sangalo, Caco de Telha, no ano seguinte. Marrom ainda publicou que este projeto contaria com a participação de artistas internacionais e que "Fábio Almeida e Alexandre Lins, os bambambãs da TAG prometiam uma mega produção". O novo projeto seria gravado em 19 e 20 de outubro no Teatro Tom Jobim, na cidade do Rio de Janeiro, no entanto, ocorreram mudanças e a gravação está prevista para 2012. Em dezembro de 2011, a cantora lançou "Bonapá", canção composta por Carlinhos Brown e produzida por Gerson Silva. Em 13 de abril de 2012 lança "Lambadinha da Riberia".
Em 3 de dezembro de 2013 lança o DVD Voz Talismã, álbum comemorativo dos 25 anos de carreira que mescla canções dos doze trabalhos lançados pela artista até hoje. Em 2013 integrou o elenco da minissérie O Canto da Sereia, onde deu vida a Marta Pimenta.
Em 2020, protagonizou a série Casa de Vó, onde interpretou Teresa.

## Características musicais
A revista musical estadunidense Spin chama a cantora de "paixão brasileira", destacando sua voz e carisma que "emocionam multidões em todo o mundo". Em entrevista à revista, em fevereiro de 1990, David Byrne disse que "muitas vezes, [Margareth Menezes] roubou a cena quando fizemos turnês juntos no outono de 1989… A bela cantora emana uma força". Os escritores Simon Broughton, Mark Ellingham e Richard Trillo, dizem lamentar que a cantora tivesse passado pelos "terríveis" 1980, quando o rock começou a ganhar força, pois, Menezes "tem uma voz eletrizante e uma força tremenda". A Rolling Stone diz que ela "faz parte deste grupo de poucos, principalmente porque canta com um sorriso, encara a música com paixão e não como obrigação", dizendo que o "habitat" da cantora é o palco, onde se destaca pela competência e qualidade, em uma terra de talentos, musicalidade e sonoridade.
Clarence Bernard Henry, em seu livro sobre a música africana, axé e pop no Brasil, diz que a cantora é uma das inovadoras do axé music e, que influenciou a nova geração da música afro-brasileira, citando um exemplo da inovação musical feita por Margareth em "Ifá (Um Canto Pra Subir)". Segundo Clarence, Menezes adicionou a sua música a ritmica ijexá e a batida de vários agogôs que se repetem durante toda a canção. Além disso, ela utiliza uma extensa lista de instrumentos musicais, entre eles a conga, os timbales, os tambores, o trompete, o trombone, o surdo, o teclado e os saxofones, e ainda incorpora sons digitalizados. Para o escritor Peter Winn, Margareth Menezes revolucionou o rock brasileiro incorporando a esse os ritmos caribenhos, além disso, o autor afirma que Menezes recebeu forte influência de Caetano Veloso e Gilberto Gil.
Temas sagrados do Candomblé, podem ser encontrados nas músicas dos cantores mais contemporâneos de axé, afropop e samba-reggae, como Margareth Menezes. Em Elegibô, canção escrita pelo pelo grupo afro Ara Ketu e que dá nome a álbum homônimo, a cantora invoca a religião africana e traz a simbologia e traços nas raizes do Candomblé e da herança afro-brasileira. Menezes interpreta a letra que conta a lenda das cidades míticas "Elegibô" e "Ifá", que floresceu na África Ocidental, próximas a batalhas entre o bem e o mal. A canção faz nítida referência à nação Queto e seus anos de fome e seca. Após superar esse momento difícil de sua história, o povo celebra com uma oferta especial ao espírito dos ancestrais. Putumayo, disse em matéria à revista Vibe, que a canção "Tenda do Amor", apresenta-se como uma música sobre o orgulho racial e feminino, com a mistura de ritmos tradicionais, batizado de "afro-brasileiro". Para Charles Perrone e Christopher Dunn, autores do livro Brazilian Popular Music & Globalization, a cantora, com Elegibô, deu à música afro-brasileira um momento chave para o marketing internacional.

## Vida pessoal
Em 2001 começou a namorar o artista plástico Robson Costa, com quem se casou em 2008 e se separou em 2018.

## Imagem pública
Durante toda a carreira, grandes publicações referem-se a Margareth Menezes como uma referências para os novos artistas do axé-music, afropop e samba-reggae, bem como da música popular brasileira. Segundo a revista Billboard, a cantora é umas dos onze artistas estrangeiros mais conhecidos pelo público estadunidense. Além disso, Charles Perrone e Christopher Dunn, disseram em seu livro, "Brazilian Popular Music & Globalization", que a cantora fora responsável pelo marketing internacional do estilo afro-baiano, que, segundo outros autores, foi inovado por Menezes através da introdução de instrumentos africanos, antes não utilizados.
Margareth é considerada uma das rainhas da música popular baiana e, ao lado de Gilberto Gil, influenciaram e apoiaram o talento de grandes artistas da atualidade, como Daniela Mercury. Larry Crook, diz que graças ao apoio dos dois artistas, Mercury alcançou uma carreira de sucesso do cenário internacional. Para Lauro de Freitas, político brasileiro, a cantora é "um símbolo da mulher negra, que representa a música baiana em todo o país e também no exterior".

### Filantropia
Margareth Menezes fundou em 2004 a 'Fábrica Cultural' que, através de um convênio de parceria firmado com a Secretaria Municipal da Educação e Cultura, da Prefeitura de Salvador, iniciou o "Programa Circulando Arte", além de outros projetos no campo da arte, educação e cultura. A organização não governamental, atua desde 2008, na Ribeira - bairro onde Margareth Menezes nasceu - e outros bairros da Península de Itapagipe, oferecendo cursos profissionalizantes para jovens e oficinas de arte-educação para crianças.
Em 14 de julho de 2010, a organização, que desenvolveu o projeto "Na Trilha da Cidadania", formou 500 jovens, através de um cerimônia que contou com a presença de Menezes. O projeto formou alunos nas áreas de produção musical, comunicação, estamparia. criação em costura e designer gráfico. Durante o evento, a cantora disse que fica feliz com a formatura, pois, "logo na primeira turma que estamos formando, é muito claro o valor, a energia e a qualidade desses jovens. É animador poder, juntamente com todo o pessoal da Fábrica, ajudar a proporcionar essa oportunidade". A cerimônia contou com a presença de Fátima Mendonça, primeira-dama do estado, e Arany Santana, secretária do Desenvolvimento Social e Combate à Pobreza, que declarou: "O que estava faltando a esses jovens era acesso às ferramentas. Unindo isso ao querer e à competência desses meninos, com certeza eles vão construir um momento novo para cada um e para a Bahia".
Com sede no Clube Cabana do Bogary, a organização oferece cursos à jovens de 16 à 24 anos, cuja renda familiar não ultrapasse meio salário mínimo, por pessoa. Além disso, o aluno deve cursar o ensino fundamente e médio da rede pública. São oferecido 250 vagas por período e os alunos são contemplados com uma bolsa-auxílio. Além de sua própria organização, Menezes participa de projetos e iniciativas filantrópicas e sociais. Ao lado de Daniela Mercury, a cantora participou da campanha "Carnaval Sem Fome". Um jingle, foi gravado pela cantora, Daniela Mercury, Carlinhos Brown, Olodum e Luiz Caldas, para promover a campanha organizada promovida pelas Voluntárias Sociais em parceria com o comitê baiano da ONG Ação Cidadania Contra a Fome, Miséria e pela Vida. O objetivo era arrecadar alimento não perecíveis para seis mil famílias atingidas pela enchente do Rio São Francisco, em 2007.
Em 2009, ao lado dos vocalistas das bandas Chiclete com Banana e Asa de Águia, Bell Marques e Durval Lelys, a cantora participou da campanha do Ministério Público baiano contra a violência sexual. A campanha "Violência Sexual: Quem Não Denuncia Também Violenta", foi lançada em 4 de fevereiro, às 14:30h, na sede do Ministério, em Salvador. Os artistas não cobraram cachê pelo trabalho e, durante as gravações, afirmaram promover o assunto durante seus apresentações no Carnaval.
No ano seguinte, a cantora participou do projeto "Lê Pra Mim?", que ocorreu em 12 de outubro de 2010, no Centro Cultural Correios, do Pelourinho. A cantora leu um livro infantil para cinquenta crianças assistidas por instituições filantrópicas. Em entrevista, Margareth disse que "o projeto é lindo e merece toda a atenção. A literatura é um mundo mágico que com certeza vai fazer muito bem a essas crianças". Carlinhos Brown, Fernando Guerreiro, Licia Fabio e Luiz Miranda, também participaram da iniciativa.

### Movimento Afropop Brasileiro
"O Movimento AfroPop Brasileiro nasceu de um sonho ousado de compartilhar e expandir o universo musical de matriz africana que se desenvolve na cena contemporânea de Salvador. E é para sempre, porque condensa o comportamento de uma geração que independente de cor, raça ou credo, traduz um jeito de ser, pensar e viver o Brasil."

— Margareth sobre o movimento para a Fundação Cultural Palmares.
O Movimento Afropop Brasileiro, fundado em 2005 pela cantora Margareth Menezes, é um movimento cultural que reúne exposições fotográficas e artísticas, manifestações, apresentações de bandas, grupos e cantores independentes, e tem a participação de jovens de organizações não-governamentais de Salvador. Além disso, o projeto une ritmos de raízes afro-brasileiras com a sonoridade mundial, como o rock, reggae, o funk, entre outros. Com o apoio de grandes blocos afros, como o Ilê Aiyê, Muzenza, Cortejo Afro, Filhos de Gandhy e Malê Debalê, o movimento costuma reunir duas mil pessoas por edição. Em 2006, o evento foi realizado na Praça Tereza Batista, em Salvador e, contou com a presença do Muzenza, além da participação de vocalistas dos demais blocos integrantes do Movimento, que festeja a cultura negra no Brasil. A primeira exposição fotográfica foi do fotógrafo Januário Garcia, referência em retratar afrodecendentes.
Em 2009, Margareth comandou o movimento ao lado de Chido, do Malê Debalê, Altair, do Ilê Aiyê, Isaac - do Filhos de Gandhy -, e Nen Tatuagem, da banda Muzenza, que passou com o projeto pelo circuito Barra-Ondina, em 23 de fevereiro, onde prestou homenagens aos grupos afros. Durante o percurso, o movimento passou em frente à Varanda Elétrica do Expresso 2222, onde Menezes cantou "Andar Com Fé", ao lado de Gilberto Gil; Mariene de Castro também participou do movimento interpretando sambas do recôncavo. Recebendo 1.500 convidados, o movimento teve a presença do ator Fabrício Boliveira, Luís Miranda e Maria Mayara, que disse "tinha que ver Margareth. Ela é linda", enquanto dançava. Em 2010, o projeto contou com o patrocínio da Fundação Palmares, foram realizadas quatro edições, em 7, 21 e 28 de janeiro e em 4 de fevereiro, no "Cais Dourado", no Comércio, em Salvador.
No dia 20 de janeiro, Menezes levou o movimento para a Concha Acústica, no Festival de Verão de Salvador e, posteriormente, recebeu Ney Matogrosso, Moraes Moreira, Pepeu Gomes, Arnaldo Antunes, Elba Ramalho, Alcione entre outros. A direção artística é da cenógrafa e diretora carioca, Bia Lessa, que, pela primeira vez assina um projeto na Bahia. O movimento ainda proveu um centro de debates, o Giro Cultural, que ocorreu no dia 22 de janeiro às 10h ba sede do Projeto Adolescente Aprendiz (IBCM), na escola municipal Marques de Maricá, em Pau Miúdo, Salvador, e reunirá cerca de duzentos jovens e adolescentes. O tema do ano foi "Sexualidade sem Preconceito". Além de Margareth, compareceram o presidente da Fundação Palmares, Zulu Araújo, a atriz e diretora de teatro Andréa Elia, e a pedagoga e especialista em educação sexual Maria Paquelê. Além de discussões, o "Giro", mistura música e fotografia, com a troca de experiência entre os jovens e os convidados.

### Engajamento político
Em 2002, Margareth Menezes representou o Brasil na festa de comemoração da independência de Timor-Leste, que reuniu cantores de língua lusófona. Cantando para cerca de 250 mil pessoas, interpretou suas canções ao lado de artistas como o timorense Anito Matos e o português Luís Represas. O evento ainda contou com uma mostra de filmes e documentários sobre a história de Timor-Leste.

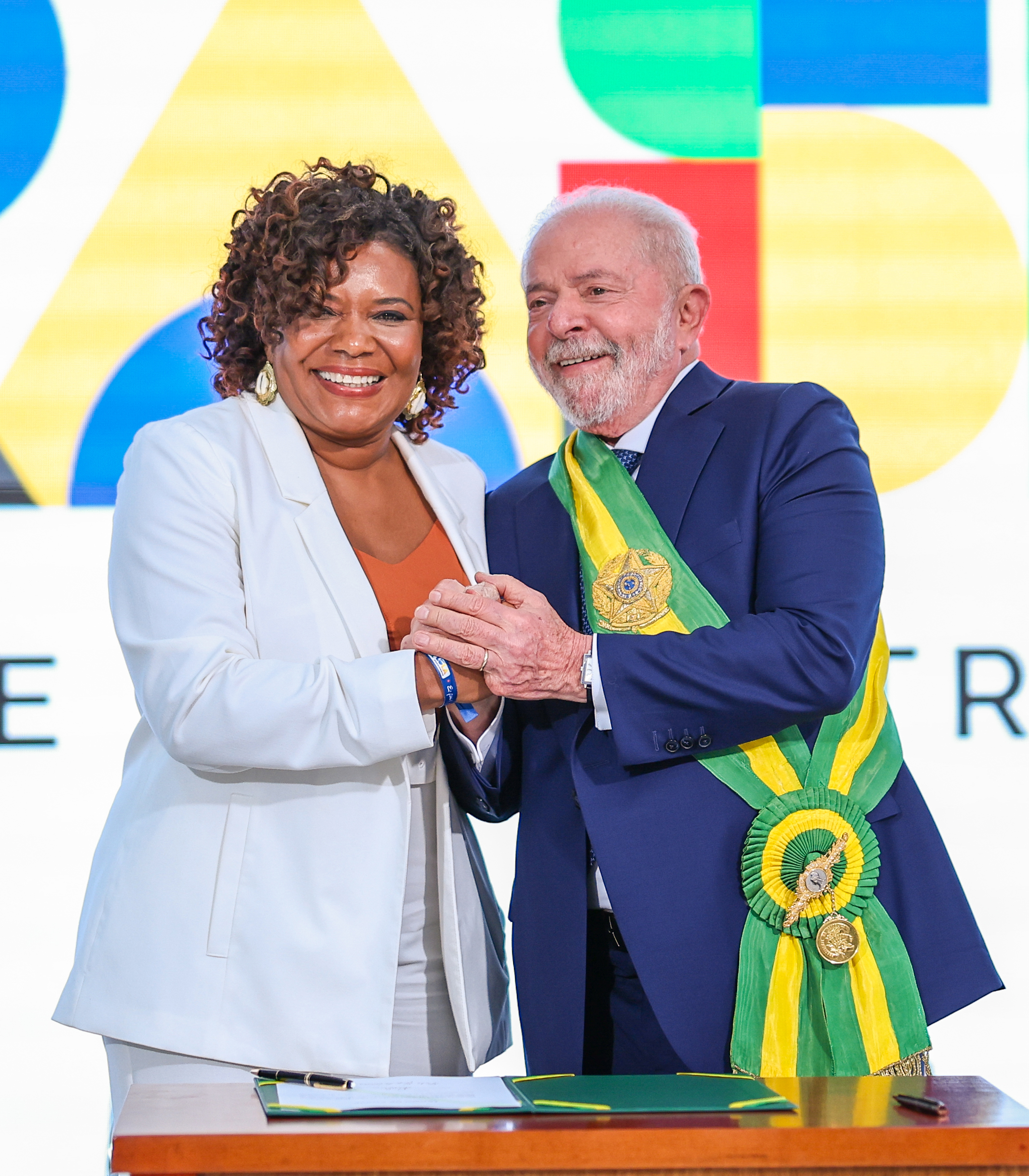
Posse de Margareth como Ministra da Cultura em 2023.

Em 27 de setembro de 2010, ao lado de Sarajane e outras cantoras, Margareth declarou publicamente apoio à candidatura de Dilma Rousseff para a presidência do Brasil. Rousseff foi a candidata do então governo Lula, que cumprira seu segundo mandato. Margareth considerava que houve uma valorização da cultura durante os oito anos de Lula na presidência e nos quatro anos do governo de Jaques Wagner na Bahia. Segundo ela, "houve mais investimentos e uma mudança de concepção que deu a devida importância à cultura negra". Em 18 de outubro, foi questionada sobre o apoio a Rousseff e declarou que "Dilma representa a competência da mulher brasileira. Além disso, representa também, a história de uma pessoa que tem vitórias em sua vida. Uma pessoa que passou pelo que ela passou, que ariscou a integridade física por amor ao nosso país, enfim, eu me sinto muito representada pela força e pela competência dela. Tenho confiança de que ela vai fazer um governo maravilhoso. É a vez da mulher e nós não podemos deixar passar uma oportunidade dessa".

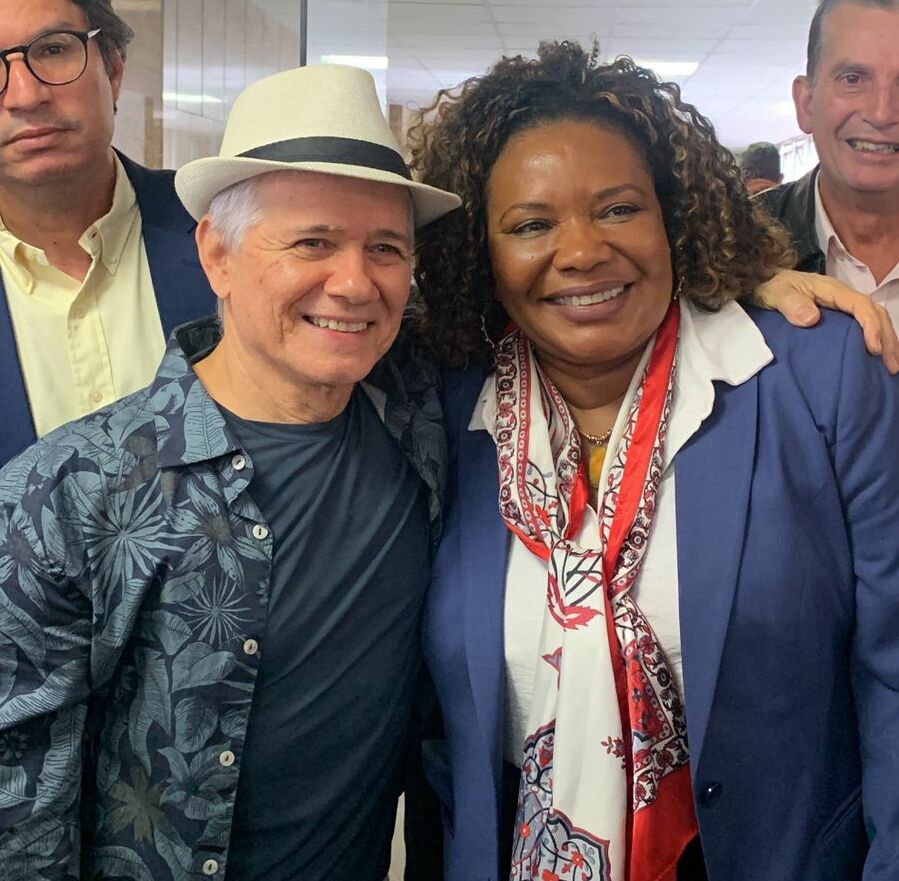
Margareth em audiência pública em 2023 na Alesp, com o músico Antonio Nóbrega.

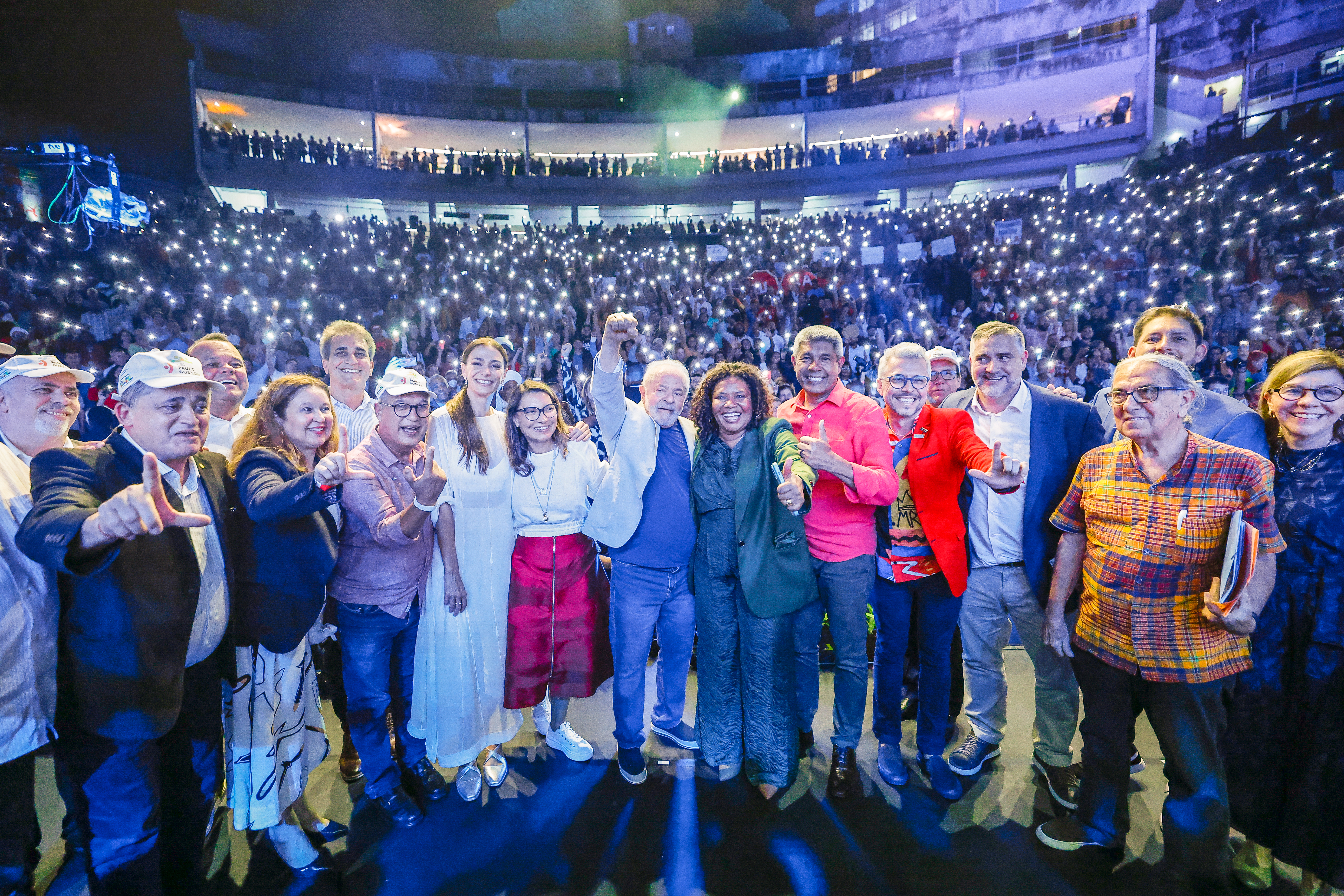
A Ministra da Cultura, Margareth Menezes, durante cerimônia de lançamento da Lei Paulo Gustavo pelo Presidente Lula, no Teatro Castro Alves, em Salvador.

Em novembro de 2022 Margareth Menezes integrou o Grupo Técnico de Cultura do Gabinete de Transição Governamental relativo ao período de 2022 a 2023, com a finalidade de avaliação das políticas públicas culturais do Governo Bolsonaro e apresentação de dados e sugestões para orientar as ações do eleito governo Lula no âmbito da cultura. Em 13 de dezembro, após reunião com o presidente eleito do Brasil Luiz Inácio Lula da Silva, Margareth aceitou o convite para compor a equipe ministerial do novo governo, assumindo a partir de 1° de janeiro de 2023 a pasta do recriado Ministério da Cultura.
Como ministra da Cultura, reforçou o papel de impacto social da cultura e defendeu bandeiras como a cota de tela de filmes nacionais.  Representou o governo brasileiro na Feira Internacional do Livro de Havana, após o país ter sido convidado de honra da edição.

## Discografia
Durante sua trajetória, Margareth Menezes lançou dez álbuns de estúdio, três álbuns ao vivo e um acústico. Em seus primeiros álbuns, ela se consagrou como a "diva do afropop", sendo elogiada por publicações em todo o mundo como a Billboard e a Rolling Stone. O primeiro single da cantora, ainda lançado no formato LP, foi "Faraó (Divindade do Egito)", com Djalma Oliveira, o primeiro samba-reggae gravado no Brasil que, vendeu mais de 100 mil cópias. Em seu primeiro álbum auto-intitulado ela interpreta canções com ritmos bem baianos, influenciado pela ascendência africana e a presença da cultura afro-brasileira. O segundo álbum, Elegibô, foi premiado pela Billboard e, vendeu mais de dez mil cópias nos Estados Unidos, sendo considerado um dos cinco melhores álbuns de 'música do mundo'. Em 1990, lança Um Canto pra Subir, que recebeu grande influência pop, traduzido em samba, funk e samba-reggae. O álbum sucessor, Kindala, trouxe ritmos dançantes em 1991, vendendo 10 mil cópias na França. Em Luz Dourada, a cantora obteve grande sucesso na Suíça, onde, em apenas duas semanas após o lançamento, o álbum vendeu mais de 2 mil cópias.
Tete a Tete Margareth e Brasileira ao Vivo: Uma Homenagem ao Samba-Reggae seguiam a linha dos demais álbuns, apenas samba-reggae e ritmos mais africanos. Pra Você, que recebeu indicações ao Grammy, trouxe Menezes mais voltada para ritmos calmos, como o pop, soul e balada. Naturalmente, lançado em 2008, fez com que a cantora mergulhas em seu interior, e mostra-se seu lado mais íntimo, trazendo regravações de grandes canções da música popular brasileira, o álbum não apresenta nenhuma canção de gênero afro-pop ou samba-reggae. Em 2010, Menezes apresenta Naturalmente Acústico, um projeto lançado nos formatos de disco compacto, disco digital de vídeo e blu-ray, baseado em seu último álbum. Esse apresenta apenas um samba-reggae e uma canção em castelhano. Em agosto, o site Terra Sonora disponibilizou o álbum para download digital e streaming, o que fez com que o álbum recebesse destaque no site, como um dos mais ouvidos pelos usuários.
Em 2012 foi convidada pelo músico Zeca Baleiro, e assim fez uma participação especial na canção  Último Post, do CD O Disco do Ano do cantor e compositor maranhense. Voz Talismã foi lançado no final de 2013.
Álbuns de estúdio
- Margareth Menezes (1988)
- Um Canto Para Subir (1990)
- Elegibô (1990)
- Kindala (1991)
- Luz Dourada (1993)
- Gente de Festa (1995)
- Afropopbrasileiro (2001)
- Pra Você (2005)
- Naturalmente (2008)
- Naturalmente Acústico (2008)
- Autêntica (2019)

Álbuns ao vivo
- Tete a Tete Margareth (2003)
- Festival de Verão Salvador (2004)
- Brasileira ao Vivo (2006)
- Voz Talismã (2013)
- Para Gil e Caetano (2015)

## Teatro
| Ano     | Título               | Personagem  |
| ------- | -------------------- | ----------- |
| 1980    | Ser ou Não Ser Gente |             |
| 1981    | Máscaras             |             |
| 1982    | Inspetor Geral       |             |
| 1982–83 | Troca de Segredos    | Babete      |
| 1984    | O Menino Maluquinho  | Profª. Naná |
| 1985    | Colagens e Bobagens  |             |
| 1985    | Banho de Luz         |             |
| 1986    | Beijo de Flor        |             |

## Filmografia
| Ano  | Título                            | Personagem    |
| ---- | --------------------------------- | ------------- |
| 2013 | O Canto da Sereia                 | Marta Pimenta |
| 2020 | Casa da Vó                        | Teresa        |
| 2021 | Obatalá – O pai da criação        | Ela mesma     |
| 2021 | Encontros Tropicais - Iza Convida | Ela mesma     |
| 2021 | Show dos Famosos                  | Participante  |
| 2022 | Independências                    | Engrácia      |
| 2023 | Canto ao Tempo                    | Ela mesma     |

| Ano  | Título                                    | Personagem | Nota         |
| ---- | ----------------------------------------- | ---------- | ------------ |
| 2002 | Moro no Brasil                            | Ela mesma  | Documentário |
| 2002 | Viva São João!                            | Ela mesma  | Documentário |
| 2005 | Chame Gente - A História do Trio Elétrico | Ela mesma  | Documentário |
| 2007 | Ó Paí Ó                                   | Ela mesma  |              |
| 2017 | Axé: Canto do Povo de um Lugar            | Ela mesma  | Documentário |

## Prêmios e indicações
| Ano  | Premiação                           | Trabalho                                          | Categoria                                  | Resultado                 |
| ---- | ----------------------------------- | ------------------------------------------------- | ------------------------------------------ | ------------------------- |
| 1985 | Troféu Caymmi                       | "Banho de Luz"                                    | Melhor intérprete                          | Venceu                    |
| 1986 | Troféu Caymmi                       | "Beijo de Flor"                                   | Melhor show do ano                         | Venceu                    |
| 1988 | Troféu Imprensa                     | Margareth Menezes                                 | Melhor disco                               | Venceu                    |
| 1988 | Troféu Imprensa                     | Margareth Menezes                                 | Melhor cantora                             | Venceu                    |
| 1993 | Grammy Awards                       | Kindala                                           | Melhor álbum de 'World Music'              | Indicado                  |
| 2000 | Troféu Dodô e Osmar                 | Margareth Menezes                                 | Melhor cantora                             | Venceu                    |
| 2003 | Troféu Dodô e Osmar                 | "Dandalunda"                                      | Melhor música                              | Venceu[carece de fontes?] |
| 2003 | Troféu Dodô e Osmar                 | Margareth Menezes                                 | Melhor cantora                             | Venceu                    |
| 2004 | Troféu Dodô e Osmar                 | Margareth Menezes                                 | Melhor cantora                             | Venceu                    |
| 2006 | Grammy Latino                       | Pra Você (álbum)                                  | Melhor álbum brasileiro de pop             | Indicado                  |
| 2007 | Grammy Awards                       | Brasileira Ao Vivo: Uma Homenagem Ao Samba-Reggae | Melhor álbum de 'World Music'              | Indicado                  |
| 2007 | Grammy Awards                       | Brasileira Ao Vivo: Uma Homenagem Ao Samba-Reggae | Melhor álbum de música regional brasileira | Indicado                  |
| 2007 | Prêmio da Música Brasileira         | Melhor Cantora/Regional                           | Margareth Menezes                          | Venceu                    |
| 2010 | Troféu Axé de Turismo               | Margareth Menezes                                 | Destaque artístico                         | Venceu                    |
| 2011 | Prêmio de Música Brasileira         | Margareth Menezes                                 | Melhor Cantora                             | Indicado                  |
| 2017 | Prêmio Carnaval Sustentável         | Margareth Menezes                                 | Homenagem                                  | Venceu                    |
| 2017 | Prêmio Maria Felipa                 | Margareth Menezes                                 | Homenagem                                  | Venceu                    |
| 2017 | Brazilian International Press Award | Faraó (Divindade do Egito)                        | Lifetime Achievement Award                 | Venceu                    |
| 2019 | Brazilian Day Newark                | Margareth Menezes                                 | Proclamation Award                         | Venceu                    |
| 2022 | Latin America Lifetime Awards       | Margareth Menezes                                 | Homenagem                                  | Venceu                    |

### Condecorações
| Insígnia | País   | Honra                                    | Data                   |
| -------- | ------ | ---------------------------------------- | ---------------------- |
|          | Brasil | Grã-Cruz da Ordem de Rio Branco          | 21 de novembro de 2023 |
|          | Brasil | Comendadora da Ordem do Mérito da Defesa | 28 de agosto de 2024   |